# Bullets
För andra betydelser, se Bullets (olika betydelser).
Bullets är den andra singeln från Creeds tredje och senaste album Weathered. 
Bullets, öppningsspåret på Weathered, är sångtextmässigt en återvändo till en mer intensiv och mörkare stil från några av Creeds tidigaste verk, till exempel My Own Prison, Creeds första album. Låten börjar med en sakta syntheserad Stapp som gör referens till bördorna och "törnarna i hans sida" och bryter låten in i sitt centralriff medan han skriker "I think they shoot 'cause they want it" ("Jag tror att de skjuter för att de vill det").
Låten behandlar Stapp då han besvarar sina kritiker och förtalare, och konfronterar metaforiskt sett de som kritiserat honom och annars fördömt honom till att "se åtminstone på mig medan du skjuter en kula genom mitt huvud, genom mitt huvud" ("at least look at me while you shoot a bullet through my head, through my head"). Kulorna motsvarar kritiken han och hans band mottagit under tiden de skrev Weathered.
Medan låten själv var väl mottagen av anhängare av Creeds tyngre musik och post-grunge metal, så var singeln en av Creeds minst populära de någonsin släppt, och deras enda som inte blev en topp 10-hit i USA.
En video släpptes också i samband med singeln vilken också sändes på MTV som en uppföljare till Creeds förra singel "My Sacrifice". Den fick generellt dåligt mottagande av mainstreampubliken. Bortsett från de mest hängivna eller öppensinnade Creed-fansen, så är videon betraktad som något oseriös och löjlig.